# Grigori Antípov
Grigori Antípov –en ruso, Григорий Антипов– (Rybinsk, 13 de diciembre de 1999) es un deportista ruso que compite en triatlón. Ganó una medalla de bronce en el Campeonato Europeo de Triatlón de 2021, en el relevo mixto.

## Palmarés internacional
| Campeonato Europeo | Campeonato Europeo  | Campeonato Europeo | Campeonato Europeo |
| Año                | Lugar               | Medalla            | Prueba             |
| ------------------ | ------------------- | ------------------ | ------------------ |
| 2021               | Kitzbühel (Austria) | Medalla de bronce  | Relevo mixto       |